# Lizzie Borden (directora)
Lizzie Borden (Detroit, Míchigan, 3 de febrero de 1958) es una directora de cine estadounidense, conocida principalmente gracias a su película del año 1983 Nacida en llamas.

## Primeros años
Llamada originalmente Linda Elizabeth Borden, a la edad de once años decidió adoptar el nombre de la asesina de Massachusetts Lizzie Borden, quien en la década de 1890 fue acusada de matar a la mitad de su familia.[cita requerida]

## Carrera temprana
La carrera de Borden como cineasta feminista comenzó al graduarse de la carrera de Bellas Artes en el Wellesley College en Massachusetts, antes de mudarse a Nueva York. Allí comienza a dedicarse a la pintura, para más tarde dedicarse al cine de forma autodidacta.

## Carrera como cineasta independiente
Inicialmente, sus películas se vincularon a través de una aproximación iconoclasta a la representación del sexo. A través de diversos filmes, aborda temas como las relaciones de clase y raza, el poder, el trabajo y el feminismo.
En 1976 realiza la película Regrouping, un documental sobre cuatro mujeres artistas en Nueva York. Más tarde, en 1983, estrena la película Born in Flames, que se convirtió con los años en una película de culto dentro del mundo feminista. La cinta de ciencia ficción, se ambienta en un gobierno socialista de Estados Unidos, y retrata las luchas y acciones directas de un grupo de mujeres, en gran parte racializadas y lesbianas. Esta película fue premiada en el Festival de cine de Berlín.
Otra conocida película de Borden fue Chicas de Nueva York, donde describe la vida y cotidianidad de trabajadoras de sexo. Esta película, más tradicional que las anteriores en términos cinematográficos, aborda un tema sumamente transgresor en el contexto de Estados Unidos en la época. Borden había conocido a algunas activistas de la prostitución del colectivo COYOTE en la filmación de Born in Flames. A pesar del gran realismo que presenta la película Chicas de Nueva York, Borden sostiene que ha de ser leída como ficción y no como documental. La película retrata la prostitución como un trabajo, enfatizando en las condiciones laborales, y sin victimizar a las trabajadoras.

## Filmografía
| Año  | Título                        | Notas                            |
| ---- | ----------------------------- | -------------------------------- |
| 1996 | Diarios de Zapato rojo        | Serie de televisión, 1 episodio  |
| 1996 | El mundo secreto de Alex Mack | Serie de televisión, 1 episodio  |
| 1996 | Crímenes de seda              | Serie de televisión, 1 episodio  |
| 1994 | Erotique                      | Segmento "Let's talk about love" |
| 1992 | Love crimes                   |                                  |
| 1989 | Monsters                      | Serie de televisión, 1 episodio  |
| 1986 | Chicas laborables             |                                  |
| 1983 | Born in Flames                |                                  |
| 1976 | Regrouping                    |                                  |

## Otras lecturas
- Filetti, Jean S. "De Lizzie Borden a Lorena Bobbitt: Mujeres Violentas y Gendered Justice". Revista de Estudios americanos. 35 (3): 471@–484.
- Fusco, Coco. 1986. "Chicas laborables: una entrevista con Lizzie Bordon". Afterimage. 14: 6@–7.
- Jaehne, Karen. 1987. "Hooker". Comentario de película. 23: 25@–32.
- MacDonald, Scott. 1989. "Entrevista con Lizzie Borden". Estudios feministas. 15: 327@–45.
- Gaates, Marya E. 2025. Cinema Her Way. Rizzoli.